# Raimondo Cappa
Raimondo Cappa (Napoli, 27 settembre 1953) è un velista italiano.

## Carriera
Nella sua lunga carriera ha vinto due titoli mondiali (1987 e 1989), tre europei (1984, 2000 e 2001) e dieci italiani in diverse categorie. Si è aggiudicato inoltre la Centomiglia del Garda (1989), la Sardinia Cup (1990), la Settimana delle Bocche (1991, 1992 e 1993), il Trofeo Peroni (1992), il Trofeo Punta Ala (1997), la Primo Cup (2004) e gli Invernali (1995, 2002 e 2004).
È stato insignito di Medaglia d'Oro al Valore Atletico.
Attualmente è Segretario Generale dell'Associazione Medaglie d'Oro al Valore Atletico (AMOVA), associazione riconosciuta dal CONI che vanta numerosi iscritti tra cui campioni e primatisti olimpici e mondiali.

## Palmarès

### Campionati mondiali
Vincitore di due Campionati mondiali
- 1987 - Capri - Classe J24  (con Francesco de Angelis su Le Coq Hardi)
- 1989 - Napoli - Classe OT  (con Paul Cayard e Francesco de Angelis su Brava)

### Campionati europei
Vincitore di tre Campionati europei
- 1984
- 2000
- 2001

### Campionati italiani
Vincitore di dieci Campionati italiani

## Riconoscimenti
- Medaglia d'Oro al Valore Atletico